# Miami United Football Club
Il Miami United Football Club è una società calcistica statunitense con sede a Miami, in Florida. Fondata alla fine del 2012, la squadra ha fatto il suo debutto alla Sunshine Conference della National Premier Soccer League (NPSL) nel 2013.

## Storia
Il club è stato fondato verso la fine del 2012.
A causa della diversità in continua evoluzione di Miami e del resto del sud della Florida in generale, il nome United è stato scelto come mezzo per unificare i molti popoli diversi che compongono la città, da cui uno dei motti del club Riunire la comunità per l'amore per il gioco.
Il Miami United ha giocato e vinto per 3-0, la sua prima partita in assoluto nella storia del club contro il Cape Coral Hurricanes il 4 maggio 2013.
Il 2013 ha portato con sé la creazione delle squadre giovanili e femminili insieme al nuovo allenatore Ferdinando De Matthaeis. Il Miami United ha anche stretto una partnership con il vicino Miami Dade College in uno sforzo congiunto per sviluppare il calcio giovanile a Miami.
Nel gennaio del 2015, il Miami United ha giocato la partita più importante della sua breve storia, contro il San Lorenzo de Almagro, la squadra campione in carica della Coppa Libertadores.
Il 28 maggio 2016 la società comunica l'acquisto di Adriano, uno dei giocatori più importanti della storia del club.

## Palmarès
- Sunshine Conference Champion

2014, 2016
- Everglades Cup Champion

2013, 2014